# Hegésino
Hegésino (en griego: Ἡγησίνος), de Pérgamo, fue un filósofo académico, sucesor de Evandro y antecesor inmediato de Carnéades como escolarca de la Academia de Platón. Estuvo activo hacia el 185 a. C.